# آنه فرانک: زندگینامه
آنه فرانک: زندگینامه (انگلیسی: Anne Frank: The Biography) به قلم ملیسا مولر اولین کتابی است که تمام زندگینامه زندگینامه‌نویس هولوکاست، آنه فرانک را دربرمی‌گیرد. این کتاب در سال ۱۹۹۸ در آلمان منتشر شد. از روی کتاب، مینی سریالی به نام آنه فرانک: تمام داستان (۲۰۰۱) ساخته شده است.